# Franz Schachner
Franz Edwin Schachner (ur. 20 lipca 1950 w Liezen) – austriacki saneczkarz, medalista igrzysk olimpijskich, mistrzostw świata i Europy.

## Kariera
Pierwszy sukces w karierze osiągnął w styczniu 1970 roku, kiedy w parze z Rudolfem Schmidem zdobył srebrny medal w dwójkach podczas mistrzostw Europy w Hammarstrand. Na rozgrywanych cztery lata później mistrzostwach świata w Königssee zajęli trzecie miejsce. Brązowe medale zdobywali również podczas mistrzostw świata w Hammarstrand w 1975 roku i igrzysk olimpijskich w Innsbrucku w 1976 roku. Brał też udział w igrzyskach w Sapporo cztery lata wcześniej, zajmując dziewiąte miejsce w dwójkach i 23. miejsce w jedynkach.
W 1996 roku otrzymał Odznakę Honorową za Zasługi dla Republiki Austrii.

## Osiągnięcia

### Igrzyska olimpijskie
| Rok  | Miejsce   | Jedynki | Dwójki |
| ---- | --------- | ------- | ------ |
| 1972 | Sapporo   | 23.     | =9.    |
| 1976 | Innsbruck |         | 3.     |